# Кладбище иностранцев в Кобе

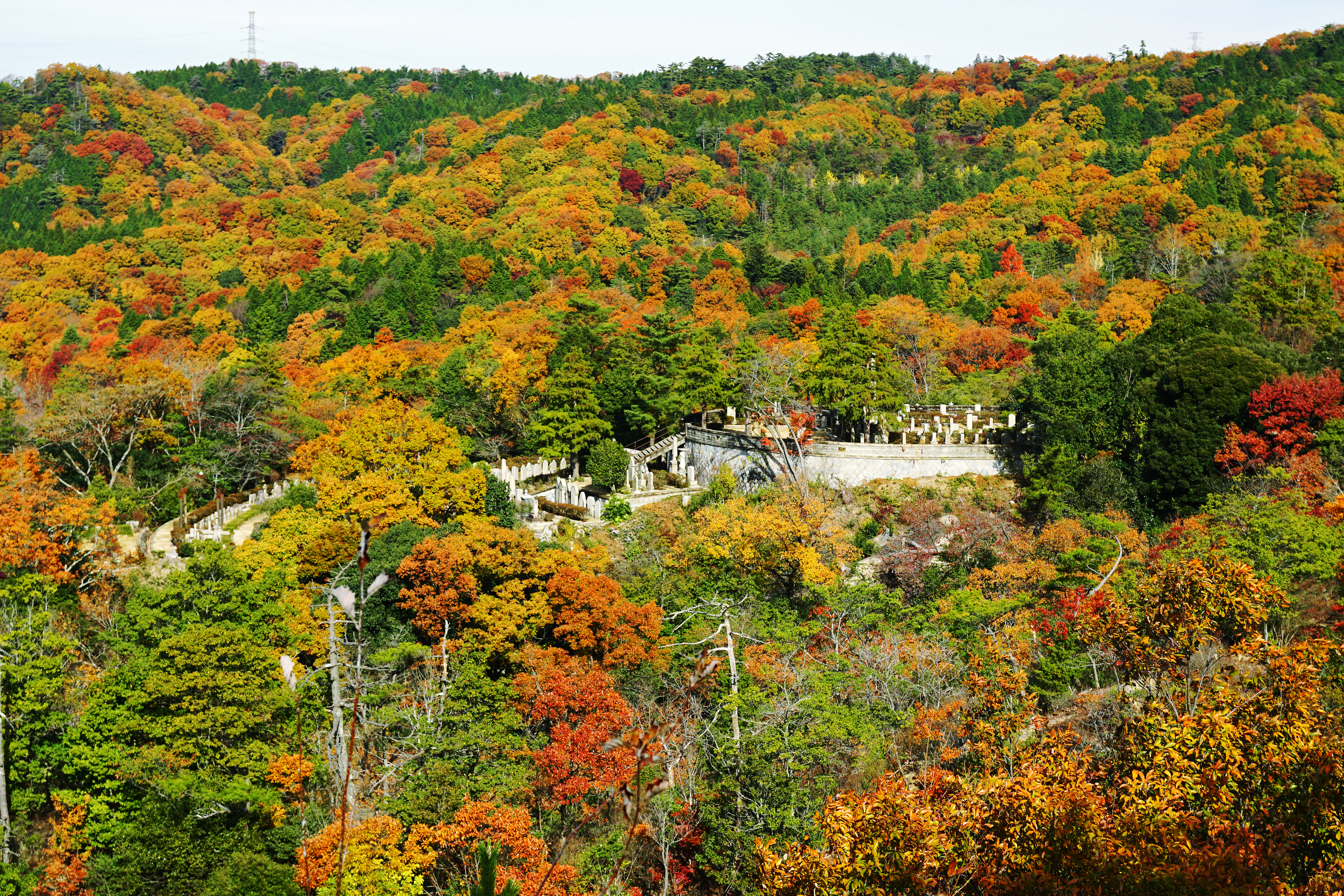
Кладбище для иностранцев в Кобе

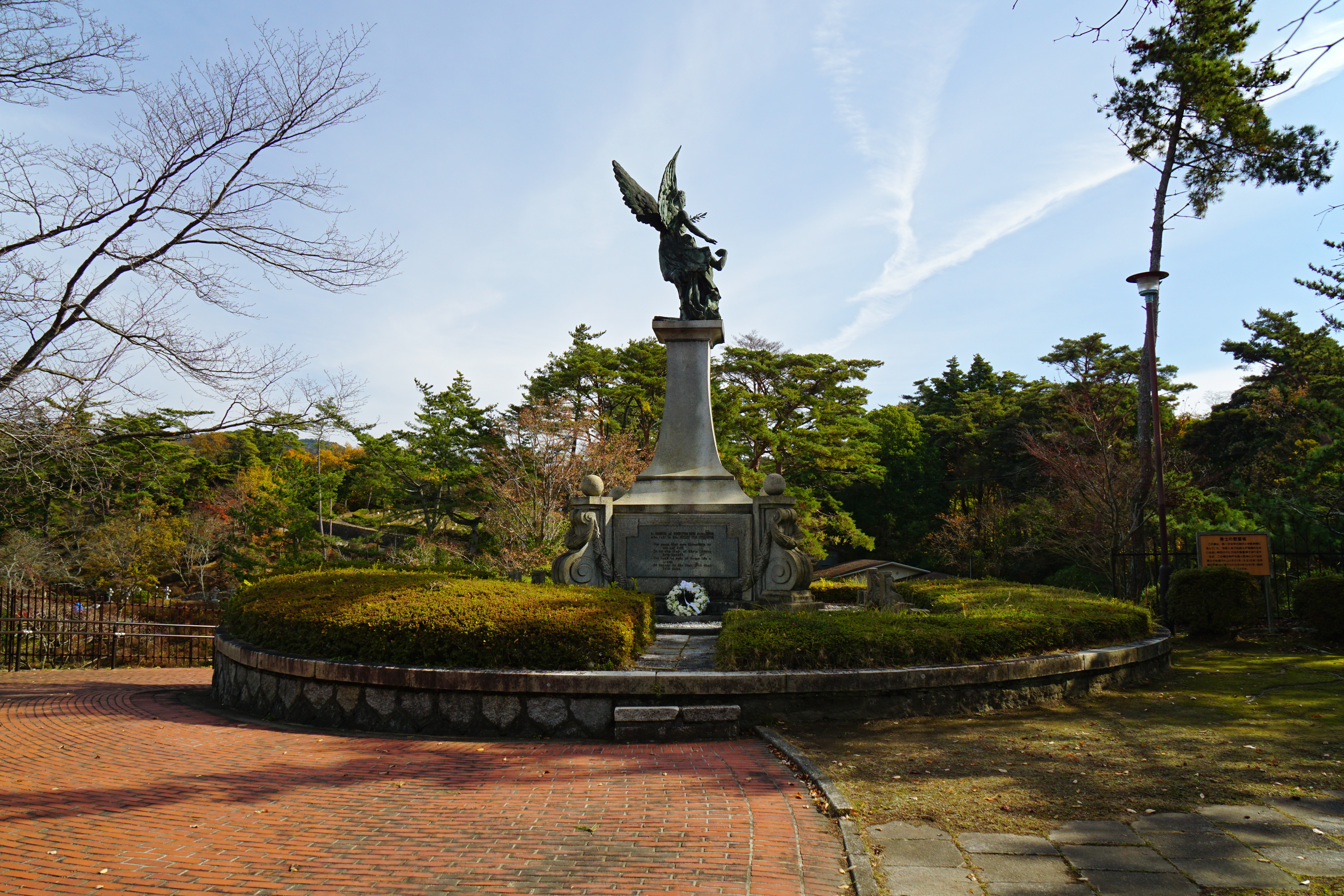
Мемориальный памятник павшим в Первой мировой войне, 1921

Кладбище для иностранцев в Кобе (яп. 神戸市立外国人墓地, англ. Kobe Municipal Foreign Cemetery) — муниципальное кладбище, расположенное в районе Кита-Ку, в г. Кобе, префектуре Хиого, предназначенное для иностранных граждан и их семей. Кладбище является национальной живописной достопримечательностью.

## Краткое описание
Кладбище расположено примерно в 300 метрах к северо-западу от пруда Сиогахара-икэ в парке Футатаби, недалеко от вершины горы Футатаби. На территории площадью 14 гектаров находится около 2600 захоронений граждан из 61 страны мира, в том числе знаменитых людей, оказавших влияние на жизнь и культуру японского народа.

## Основная информация
- Надгробные памятники: 5
- Количество представленных религий: более 20
- Количество стран, граждане которых похоронены на кладбище: 61
- Площадь: около 14 га

## История
- 1868 — в январе было учреждено Поселение иностранцев в Кобе.[1][2][1]
- 1899
  - В августе — были установлены правила, регулирующие работу мест погребения иностранных граждан.
  - В местности Касугано, деревня Фукиаи (Кагоикэ-дори, Тюо-ку) построено кладбище для иностранцев.[2]
- 1937 — в феврале возле пруда Сиогахара-икэ началось строительство нового кладбища .[2](Позже строительство было надолго приостановлено из-за наводнения в Хансине и Второй мировой войны)
- 1952 — в августе завершено строительство кладбища и перемещено 620 надгробий.[2]
- 1954 — Касуганское кладбище закрыто.[2]
- 1961 — с Касуганского кладбища перевезено 1406 надгробий.[1][2]
- 2007 — Кладбище и парк Футатаби были признаны национальной живописной достопримечательностью.[2]

## Известные люди, похороненные на кладбище
- Джон Маршалл (первый директор порта Кобе)
- Павел Георгиевич Васкевич (дипломат)
- Валентин Фёдорович Морозов (кондитер)
- Фёдор Дмитриевич Морозов (предприниматель, отец Валентина)
- Генрих Фрейндлих (пекарь)
- Уолтер Р. Ланвас (основатель университета Квансэй Гакуин)
- Элиза Толкотт (основательница университета Кобе Дзёгакуин)
- Георг Фридрих Герман Хайт (первый производитель кожаных ботинок в Японии)
- Эдвард В. Кларк (популяризатор регби в Японии)
- монахиня Филомена (фр. Philomena Valentine Antonine, основательница католического приюта для девочек)